# Mine de Donskoy
La mine de Donskoy, est une mine à ciel ouvert et souterraine de chrome située dans l'oblys d'Aktioubé au Kazakhstan.